# Argelès-sur-Mer
Argelès-sur-Mer (catalano: Argelers o Argelers de la Merenda) è un comune francese di 10 199 abitanti situato nel dipartimento dei Pirenei Orientali nella regione dell'Occitania.

## Storia
Nel 1939, dopo la guerra civile spagnola, ad Argelès-sur-Mer fu allestito un campo di concentramento dove centinaia di migliaia di ex-combattenti repubblicani furono internati dal governo francese in condizioni penose.

### Simboli
Lo stemma di Argelès è un'arma parlante: la ginestra spinosa in francese si chiama argelac e fa riferimento al nome del paese. La sua appartenenza alla Corona di Francia è sottolineata dalla presenza dei tre gigli azzurri e dalla corona che timbra lo scudo.
Sotto lo scudo, il motto in lingua catalana "Qui s'hi acosta te resposta" ("Chi tocca si punge"), riferito alle spine della ginestra e riconducibile al francese Qui s'y frotte s'y pique.

## Amministrazione

### Sindaci
| Nome                    | Mandato     |
| ----------------------- | ----------- |
| Assiscle Bech           | 1790-1791   |
| Jean Grando             | 1791-1793   |
| Joseph Arman            | 1793-1794   |
| Jean Matignon           | 1794-1794   |
| Damien Padallé          | 1794-1796   |
| Bonaventure Verges      | 1796-1796   |
| François-Xavier Boluix  | 1796-1798   |
| Joseph Arman            | 1798-1799   |
| François-Xavier Boluix  | 1799-1800   |
| Marc Surjus             | 1800-1813   |
| Côme Ferran             | 1813-1815   |
| Paul Pujas              | 1815-1815   |
| Jean Azema              | 1815-1816   |
| Isidore Ferrer          | 1816-1821   |
| Bonaventure Verges      | 1821-1821   |
| Pierre Padallé          | 1821-1827   |
| Bonaventure Julia       | 1827-1829   |
| Joseph Arman            | 1829-1830   |
| Pierre Padallé          | 1830-1831   |
| Joseph Arman            | 1831-1837   |
| Jean Germain Pujol      | 1837-1840   |
| Alphonse Sebe           | 1840-1848   |
| François Sine           | 1848-1848   |
| Assiscle Padallé Bocamy | 1848-1848   |
| François Padallé Siné   | 1848-1848   |
| Thomas Bech             | 1848-1852   |
| Joseph Azema            | 1852-1855   |
| Germain Barbie          | 1855-1865   |
| Côme Ferran Comes       | 1865-1870   |
| Joseph Baylet           | 1870-1870   |
| Étienne Pujol           | 1870-1874   |
| Jacques Lanquine        | 1874-1876   |
| Étienne Pujol           | 1876-1877   |
| Michel Moret            | 1877-1878   |
| Étienne Pujol           | 1878-1890   |
| Jean Padallé Bocamy     | 1890-1892   |
| Marc Surjus-Coste       | 1892-1893   |
| Pierre Moreto           | 1893-1902   |
| Marc Surjus-Coste       | 1902-1908   |
| Louis Courtais          | 1908-1912   |
| Côme Anglade            | 1912-1914   |
| Vincent Rouzaud         | 1914-1915   |
| Dieudonné Vinyes        | 1915-1918   |
| Côme Anglade            | 1918-1919   |
| Louis Courtais          | 1919-1922   |
| Frédéric Trescases      | 1944-1945   |
| Joseph Farre            | 1945-1947   |
| Germain Farre           | 1947-1947   |
| Frédéric Trescases      | 1947-1953   |
| Gaston Pams             | 1953 - 1981 |
| Isidore Fourriques      | 1981 - 1983 |
| Jean Carrère            | 1983 - 2001 |
| Pierre Aylagas          | 2001- 2016  |
| Antoine Parra           | 2016-       |

### Gemellaggi
- Hürth, dal 1988
- Montgat, dal 1990

## Società

### Evoluzione demografica
Abitanti censiti